# Else Ommerborn
Else Ommerborn (22 dicembre 1937) è un'ex schermitrice tedesca, vincitrice di una medaglia d'argento ai campionati mondiali di scherma.